# Petaluma
Petaluma, fundada en 1858, es una ciudad ubicada en el condado de Sonoma en el estado estadounidense de California. En el año 2010 tenía una población de 60.450 habitantes y una densidad poblacional de 1.515 personas por km².

## Geografía
Petaluma se encuentra ubicada en las coordenadas 38°13′N 122°38′O / 38.217, -122.633. Según la Oficina del Censo, la ciudad tiene un área total de 36 km² (13,9 mi²), de la cual 35,7 km² (13,8 mi²) es tierra y 0,3 km² (0,1 mi²) (0.72%) es agua.

## Demografía
Según la Oficina del Censo en 2000 los ingresos medios por hogar en la localidad eran de $68,949, y los ingresos medios por familia eran $85,513. Los hombres tenían unos ingresos medios de $50,232 frente a los $36,413 para las mujeres. La renta per cápita para la localidad era de $27,087. Alrededor del 6.0% de la población estaban por debajo del umbral de pobreza.